# Thalattoscopus krusei
Thalattoscopus krusei är en insektsart som beskrevs av Schmidt 1930. Thalattoscopus krusei ingår i släktet Thalattoscopus och familjen dvärgstritar. Inga underarter finns listade i Catalogue of Life.